# Meu Tempo é Agora
Meu Tempo é Agora é um livro-manual de autoria de Maria Stella de Azevedo Santos, conhecida como Mãe Stella de Oxóssi. A obra documenta a criação do Ilê Axé Opô Afonjá, os rituais e nomenclaturas do candomblé, bem como aborda alguns temas considerados polêmicos da religião. Com tiragem reduzida, a obra, publicada em 1991 pela Editora Oduduwa, de São Paulo, esgotou-se rapidamente; uma segunda edição, bancada pela Assembleia Legislativa da Bahia surgiu apenas em 2010. As ilustrações são da professora Jacira Oswald.

## Sinopse
O livro está dividido em cinco partes principais:
1. Processo histórico de formação e consolidação do Ilê Axé Opô Afonjá;
2. Descrição dos rituais do candomblé, usando terminologia em yorubá;
3. Convivência (regras a seguir) entre os visitantes e o Ilê Axé Opô Afonjá;
4. Assuntos polêmicos (cumprimento de obrigações religiosas, sincretismo etc);
5. Ilustrações e glossário.